# 73P/Schwassmann-Wachmann
La Cometa Schwassmann-Wachmann 3, formalmente 73P/Schwassmann-Wachmann, è una cometa periodica del Sistema solare, appartenente alla famiglia cometaria di Giove.
La cometa si è separata in più frammenti durante il suo rientro nel sistema solare interno, il 1º maggio 2006, in una reazione innescata dal riscaldamento solare del nucleo proveniente dal sistema solare esterno.
L'orbita della cometa, caratterizzata da una distanza perielica prossima ad 1 UA e da un periodo orbitale di poco inferiore ai 5 anni ed 1/3, è tale da portarla ad avvicinarsi alla Terra ogni 16 anni. Originariamente, il diametro del nucleo cometario era stato stimato in 1100 metri.

## Storia osservativa

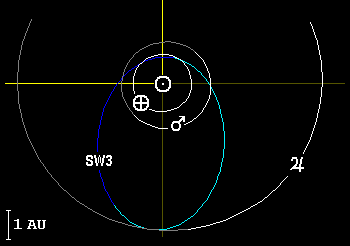
Schema dell'orbita seguita dalla cometa Schwassmann-Wachmann 3, confrontata con quella della Terra e di Giove e Marte.

La cometa è stata scoperta il 2 maggio 1930 da Arnold Schwassmann e Arno Arthur Wachmann dall'Osservatorio di Amburgo, in Germania. I due astronomi stavano infatti cercando asteroidi tramite un'indagine fotografica, quando catturarono il movimento della cometa. La scoperta fu favorita da un avvicinamento al nostro pianeta. Il 31 maggio 1930, infatti, la cometa è transitata a 0,062 UA dalla Terra.
È possibile che la cometa abbia subito una precedente frammentazione durante il passaggio al perielio del 1930.
La cometa non fu osservata nei passaggi successivi ed infine considerata perduta. Fu riscoperta da J. Johnston e M. Buhagiar dall'Osservatorio di Perth, in Australia il 13 agosto 1979, con un ritardo di 34 giorni rispetto all'orbita calcolata nel 1930. L'errore molto probabilmente sembra essere stato amplificato da un incontro con Giove nel 1965.
La cometa non fu osservata nuovamente durante il passaggio sfavorevole del 1985, mentre fu osservata nel 1990 e nel 1995.

## Frammentazione del nucleo

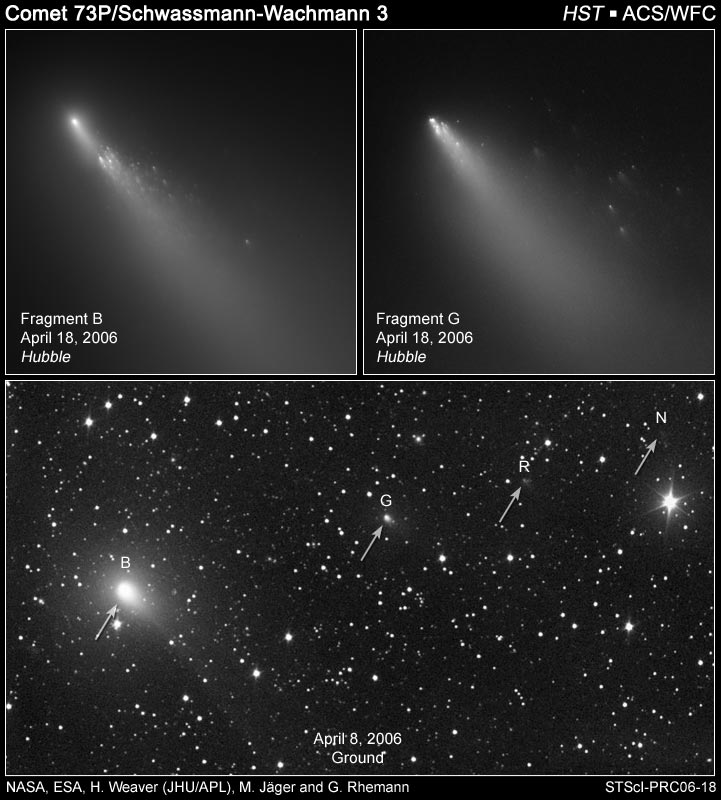
Immagine raccolta dal Telescopio spaziale Hubble il 18 aprile 2006 raffigurante il disgregarsi dei frammenti 73P-B e G.

Nel 1995, la cometa ha manifestato un'intensa attività (outburst) e, in seguito, è stata osservata frantumarsi in 5 grandi pezzi, chiamati: 73P-A, B, C, D ed E. Il frammento C era il più grande e probabilmente ciò che rimaneva del nucleo originario. Nel 2001 è stato osservato il ritorno di soli tre frammenti: B, C ed E, forse con una concausa derivante dalle cattive condizioni osservative.
Al marzo 2006 erano conosciuti otto frammenti: B, C, G, H, J, L, M ed N. Il 18 aprile 2006, il Telescopio spaziale Hubble ha osservato i frammenti B e G disgregarsi in una dozzina di ulteriori frammenti, in seguito a nuove fasi di intensa attività. Ad oggi, sono noti 63 frammenti.
L'attività dei nuovi nuclei ha favorito l'allontanamento dei frammenti meno massicci, come suggerito da una sequenza di immagini raccolta dal telescopio spaziale Hubble. Infatti, sembrerebbe che le emissioni di gas sulle superfici esposte al Sole abbiano sviluppato delle spinte che si sono rivelate più efficienti nell'accelerare i frammenti più piccoli. Questi, infatti, dotati di una massa minore, ricevono accelerazioni maggiori, che li fanno allontanare più rapidamente.
I frammenti della cometa si sono avvicinati alla Terra a fine aprile e inizio maggio del 2006, raggiungendo la minima distanza dal nostro pianeta pari a 11,9 milioni di chilometri (0,08 UA) intorno al 12 maggio.
Nel 2022, alcuni frammenti della cometa potrebbero passare ancora più vicino alla Terra che nel 2006. Non è ancora conosciuta con precisione la loro traiettoria, e numerosi astronomi hanno osservato con attenzione il passaggio del 2006 per calcolare la traiettoria per i prossimi anni. Tuttavia, se continuerà il processo di frammentazione, sarà impossibile conoscere con precisione le loro orbite, perché ad ogni nuova separazione i nuovi pezzi acquisiscono traiettorie progressivamente divergenti.
Nel corso del passaggio del 2022 sono stati scoperti due nuovi frammenti.
La cometa potrebbe finire col disintegrarsi completamente e cessare di essere osservabile, come è accaduto nel XIX secolo alla cometa 3D/Biela. In tal caso la sua designazione cambierebbe da 73P a 73D.

Sequenza di immagini del frammento B riprese dal Telescopio spaziale Hubble tra il 18 ed il 20 aprile 2006.

## Esplorazione

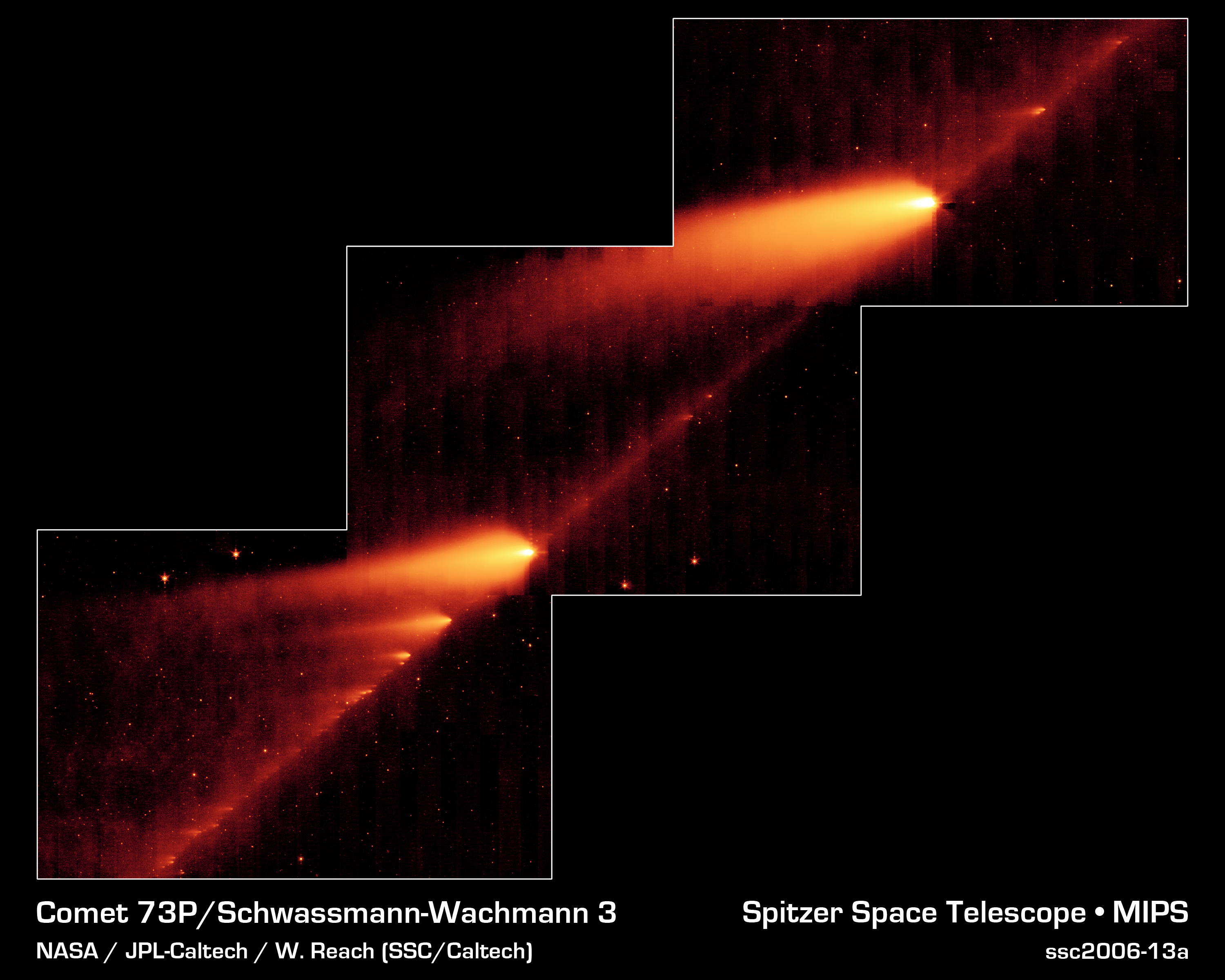
Immagine dei frammenti della cometa 73P/Schwassmann-Wachmann raccolta dal Telescopio spaziale Spitzer tra il 4 ed il 6 maggio.

Grazie ai periodici passaggi in prossimità del nostro pianeta, la cometa era stata indicata quale uno degli obiettivi della sonda CONTOUR. Sfortunatamente, la sonda si è guastata subito dopo il lancio rendendo impossibile il fly-by, che era stato previsto per il 18 giugno 2006.
L'Agenzia Spaziale Europea aveva valutato la possibilità di inviare verso la cometa Schwassmann-Wachmann 3 la sonda Rosetta. Tuttavia, la tendenza alla frammentazione manifestata già nel 1995 ha fatto preferire la cometa 67P/Churyumov-Gerasimenko.

## Tau Ercolidi
La cometa è ritenuta essere il corpo progenitore dello sciame meteorico delle Tau Ercolidi.
Un recente studio condotto da P. A. Wiegert et al. esclude il ripetersi di una pioggia come quella del 1930, quando fu osservata una pioggia di meteore con un'intensità di 100 meteore al minuto, con radiante posto in prossimità della stella τ Herculis. Lo studio tuttavia prevede la possibilità che lo sciame, normalmente poco o per niente attivo, possa dare origine a piogge meteoriche rilevabili nel 2022 e nel 2049.